# Devesilița, Kărdjali
Devesilița (în bulgară Девесилица) este un sat în comuna Krumovgrad, regiunea Kărdjali,  Bulgaria. 

## Demografie
Componența etnică a satului Devesilița
     Bulgari (11,11%)
     Nicio identificare (88,88%)
     Altele (0%)
La recensământul din 2011, populația satului Devesilița era de 81 locuitori. Nu există o etnie majoritară, locuitorii fiind  și bulgari (11,11%). Pentru 88,88% din locuitori nu este cunoscută apartenența etnică.